# تحية الراسبية
تحية، وقيل محية الراسبية شيخة مسلم بن إبراهيم. راوية للحديث روت عن أم نضرة، وروى عنها مسلم بن إبراهيم.
قال ابن ناصر الدين الدمشقي، ذكرها ابن منده في باب القاف من تاريخ النساء.